# Distrikt Cotaparaco
Der Distrikt Cotaparaco liegt in der Provinz Recuay in der Region Ancash im Südwesten von Peru. Der Distrikt wurde am 2. Januar 1857 gegründet. Er hat eine Fläche von 175 km². Beim Zensus 2017 wurden 428 Einwohner gezählt. Im Jahr 1993 lag die Einwohnerzahl bei 598, im Jahr 2007 bei 603. Verwaltungssitz des Distriktes ist die 3008 m hoch gelegene Ortschaft Cotaparaco mit 379 Einwohnern (Stand 2017). Cotaparaco liegt 33 km südsüdwestlich der Provinzhauptstadt Recuay.

## Geographische Lage
Der Distrikt Cotaparaco liegt im Westen der Provinz Recuay. Er liegt an der Westflanke der Cordillera Negra. Entlang der östlichen Distriktgrenze verläuft die Wasserscheide des Gebirges. Der Río Cotaparaco, ein Zufluss des Río Huarmey, entwässert das Areal nach Südwesten.
Der Distrikt Cotaparaco grenzt im Westen an die Distrikte Cochapeti und Malvas (beide in der Provinz Huarmey), im Norden an den Distrikt Aija (Provinz Aija), im Osten an den Distrikt Cátac, im Süden an den Distrikt Tapacocha sowie im äußersten Südwesten an den Distrikt Pararín.